# Tsetseflugor
Tsetseflugor (Glossina) är ett släkte tvåvingade afrikanska insekter, som lever på blod. Släktet består av ca 30 arter och underarter som kan delas in i tre grupper, där varje grupp lever i olika sorters habitat och har olika förmåga att överföra Trypanosoma brucei spp., parasiten som orsakar sömnsjuka (trypanosomiasis). Både honor och hanar är blodätare. Tsetseflugan hyser både primära och sekundära symbionter i tarmkanalen, vilka förser flugan med bland annat vitaminer och hjälper till att spjälka födan.

Ordet tsetse betyder fluga på språket tswana i södra Afrika.

## Reproduktion
Glossina spp. är vivipara arter, så kallade levandefödare. Honan producerar ett ägg i taget som kläcks inuti henne. Larven får näring från honans mjölkkörtlar, tillsammans med bakterier (symbionter) från moderns tarmflora. Efter födseln gräver larven sedan ner sig i marken, där den förpuppas. En månad senare har den mognat till en fullt utvecklad fluga. Tsetseflugor lever ca 5–6 veckor och producerar under den tiden 2–3 avkommor. Tsetseflugan dras till svarta och blå färger och attraheras även av fordon som är i rörelse. De påverkas i liten grad av myggmedel och kan bita genom tunnare klädesplagg.

## Trypanosomaoch tsetseflugan
Tsetseflugor blir bärare av Trypanosoma brucei först när de biter en infekterad värd. Parasiten har aldrig hittats hos nykläckta flugor. Vid en mikrobiell infektion syntetiserar tsetseflugan de antimikrobiella peptiderna attacin och diptericin. Trypanosomer har visat sig vara känsliga mot Attacin. Det finns två möjliga förklaringar till hur trypanosomer ändå lyckas att fullfölja sin livscykel i tsetseflugan trots detta försvar: Antingen är nivåerna av attacin för låga för att ha någon effekt på parasiterna under en pågående infektion eller så har peptiderna ingen verkan i tarmkanalen. Utvecklingen av Trypanosoma spp. i tsetseflugan tar ca 20–30 dagar. Många faktorer, till exempel bakteriefloran i flugans tarmkanal, styr utvecklingen av trypanosoma, där några underlättar och andra försvårar. Endast ca 1 % av tsetseflugorna bär på parasiter som fullföljt sin livscykel och är redo att överföras till nästa värd. Stadiet i spottkörtlarna är den infektiösa formen.

## Arter
- Undersläkte Morsitans, ibland benämnt Glossina – savannlevande:
  - Glossina austeni (Newstead, 1912)
  - Glossina longipalpis (Wiedemann, 1830)
  - Glossina morsitans centralis (Machado, 1970)
  - Glossina morsitans morsitans (Wiedemann, 1850)
  - Glossina morsitans submorsitans (Newstead, 1911)
  - Glossina pallidipes (Austen, 1903)
  - Glossina swynnertoni (Austen, 1923)
- Undersläkte Fusca, tidigare kallat Austenia – skogslevande
  - Glossina brevipalpis (Newstead, 1911)
  - Glossina fusca congolensis (Newstead and Evans, 1921)
  - Glossina fusca fusca (Walker, 1849)
  - Glossina fuscipleuris (Austen, 1911)
  - Glossina frezili (Gouteux, 1987)
  - Glossina haningtoni (Newstead and Evans, 1922)
  - Glossina longipennis (Corti, 1895)
  - Glossina medicorum (Austen, 1911)
  - Glossina nashi (Potts,1955)
  - Glossina nigrofusca hopkinsi (Van Emden, 1944)
  - Glossina nigrofusca nigrofusca (Newstead, 1911)
  - Glossina severini (Newstead, 1913)
  - Glossina schwetzi (Newstead and Evans, 1921)
  - Glossina tabaniformis (Westwood, 1850)
  - Glossina vanhoofi (Henrard, 1952)
- Undersläkte Palpalis, tidigare kallat Nemorhina – flodlevande:
  - Glossina caliginea (Austen, 1911)
  - Glossina fuscipes fuscipes (Newstead, 1911)
  - Glossina fuscipes martinii (Zumpt, 1935)
  - Glossina fuscipes quanzensis (Pires, 1948)
  - Glossina pallicera pallicera (Bigot, 1891)
  - Glossina pallicera newsteadi (Austen, 1929)
  - Glossina palpalis palpalis (Robineau-Desvoidy, 1830)
  - Glossina palpalis gambiensis (Vanderplank, 1911)
  - Glossina tachinoides (Westwood, 1850)